# Lluís Puig i Ferriol
Lluís Puig i Ferriol (Begur, Baix Empordà 1932 - Barcelona, 27 de maig de 2020) fou un jurista català.
Es doctorà en dret el 1963, fou magistrat del Tribunal Superior de la Mitra d'Andorra i, des del 1982 és catedràtic de Dret civil a la Universitat Autònoma de Barcelona. Fou secretari general del Segon Congrés Jurídic Català. És acadèmic de número de l'Acadèmia de Jurisprudència i Legislació de Catalunya.
Ha estat igualment magistrat del Tribunal Superior de Justícia de Catalunya el 1989, vocal de la Comissió Jurídica Assessora de la Generalitat, director del seminari de la Càtedra Duran i Bas de Dret Civil català i director del centre de Barcelona de l'Institut d'Estudis Andorrans, entre d'altres. El 2003 va rebre el premi Justícia de Catalunya i el 2005 la Creu de Sant Jordi.

## Obres
- El heredero fiduciario (1965)
- El albaceazgo (1967)
- L'estat civil de la dona casada segons el dret civil vigent a Catalunya (1971)
- El derecho civil catalán en la jurisprudencia. Años 1890-1904 (1974),
- Fundamentos de Derecho Civil de Catalunya (1979-1982) en col·laboració amb Encarna Roca i Trias
- Institucions del dret civil de Catalunya (1984)